# Émile Ali-Khan

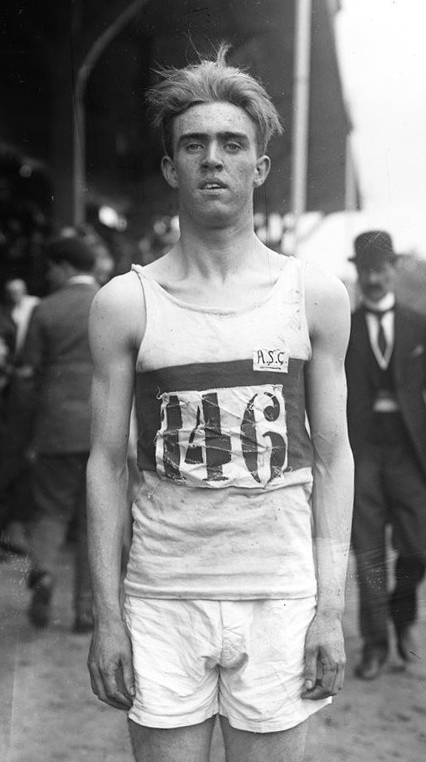
Émile Ali-Khan, 1920

Émile Ali-Khan (* 6. Juni 1902 in Battle, East Sussex; † unbekannt) war ein französischer Sprinter.
1920 fuhr er als nationaler Meister über 100 m zu den Olympischen Spielen in Antwerpen, bei denen er sich mit seiner persönlichen Bestzeit von 10,8 s für das Finale qualifizierte, in dem er auf den fünften Platz kam. In der 4-mal-100-Meter-Staffel gewann er mit der französischen Mannschaft Silber.